# エドメン・シャバージアン
エドメン・シャバージアン（Edmen Shahbazyan、1997年11月20日 - ）はアメリカ合衆国の男性総合格闘家。カリフォルニア州グレンデール出身。グレンデール・ファイティング・クラブ所属。

## 来歴
アルメニア系の家系で生まれ、9歳から格闘技のトレーニングを始める。12歳の頃からグレンデール・ファイティング・クラブで総合格闘技のトレーニングを行っており、ロンダ・ラウジーのトレーニングパートナーを務めたこともある。

### 総合格闘技
2017年2月にプロ総合格闘技デビューを果たし、6戦6勝6KOの記録を残す。
2018年7月17日、Dana White's Contender Series 13でアントニオ・ジョーンズと対戦し、開始僅か40秒でパウンドによるTKO勝ち。試合後UFCとの契約を果たした。

### UFC
2018年11月30日、UFC初参戦となったThe Ultimate Fighter 28 Finaleでダレン・ステュワートと対戦し、2-1の判定勝ち。
2019年11月2日、UFC 244でミドル級ランキング11位のブラッド・タヴァレスと対戦し、左ハイキックで1RKO勝ち。
2020年8月1日、UFC Fight Night: Brunson vs. Shahbazyanでミドル級ランキング8位のデレク・ブランソンと対戦し、パウンドで3RTKO負け。キャリア12戦目で初黒星を喫した。
2021年5月22日、UFC Fight Night: Font vs. Garbrandtでミドル級ランキング7位のジャック・ハーマンソンと対戦し、0-3の判定負け。
2022年12月10日、UFC 282でダルチャ・ランギアムブーラと対戦し、パウンドで2RTKO勝ち。パフォーマンス・オブ・ザ・ナイトを受賞し、約3年1か月ぶりの勝利となった。
2025年2月15日、UFC Fight Night: Cannonier vs. Rodriguesでディラン・ブドゥカと対戦し、右ストレートでダウンを奪いパウンドで1RTKO勝ち。パフォーマンス・オブ・ザ・ナイトを受賞した。

## 戦績
| 総合格闘技 戦績 | 総合格闘技 戦績 | 総合格闘技 戦績 | 総合格闘技 戦績 | 総合格闘技 戦績 | 総合格闘技 戦績 | 総合格闘技 戦績 |
| --------------- | --------------- | --------------- | --------------- | --------------- | --------------- | --------------- |
| 20 試合         | (T)KO           | 一本            | 判定            | その他          | 引き分け        | 無効試合        |
| 15 勝           | 12              | 1               | 2               | 0               | 0               | 0               |
| 5 敗            | 3               | 1               | 1               | 0               | 0               | 0               |

| 勝敗 | 対戦相手                   | 試合結果                             | 大会名                                   | 開催年月日     |
| ○    | アンドレ・ペトロスキー     | 5分3R終了 判定3-0                    | UFC on ESPN 69: Usman vs. Buckley        | 2025年6月14日  |
| ○    | ディラン・ブドゥカ         | 1R 1:34 TKO（右ストレート→パウンド） | UFC Fight Night: Cannonier vs. Rodrigues | 2025年2月15日  |
| ×    | ジェラルド・マーシャート   | 2R 4:12 肩固め                       | UFC on ESPN 62: Cannonier vs. Borralho   | 2024年8月24日  |
| ○    | AJ・ドブソン               | 1R 4:33 KO（左フック→パウンド）      | UFC on ESPN 53: Ribas vs. Namajunas      | 2024年3月23日  |
| ×    | アンソニー・ヘルナンデス   | 3R 1:01 TKO（グラウンドの肘打ち）    | UFC Fight Night: Dern vs. Hill           | 2023年5月20日  |
| ○    | ダルチャ・ランギアムブーラ | 2R 4:41 TKO（パウンド）              | UFC 282: Błachowicz vs. Ankalaev         | 2022年12月10日 |
| ×    | ナッソーディン・イマボフ   | 2R 4:42 TKO（グラウンドの肘打ち）    | UFC 268: Usman vs. Covington 2           | 2021年11月6日  |
| ×    | ジャック・ハーマンソン     | 5分3R終了 判定0-3                    | UFC Fight Night: Font vs. Garbrandt      | 2021年5月22日  |
| ×    | デレク・ブランソン         | 3R 0:26 TKO（パウンド）              | UFC Fight Night: Brunson vs. Shahbazyan  | 2020年8月1日   |
| ○    | ブラッド・タヴァレス       | 1R 2:27 KO（左ハイキック）           | UFC 244: Masvidal vs. Diaz               | 2019年11月2日  |
| ○    | ジャック・マーシュマン     | 1R 1:12 リアネイキドチョーク         | UFC 239: Jones vs. Santos                | 2019年7月6日   |
| ○    | チャールズ・バード         | 1R 0:38 TKO（肘打ち→パウンド）       | UFC 235: Jones vs. Smith                 | 2019年3月2日   |
| ○    | ダレン・ステュワート       | 5分3R終了 判定2-1                    | The Ultimate Fighter 28 Finale           | 2018年11月30日 |
| ○    | アントニオ・ジョーンズ     | 1R 0:40 TKO（パウンド）              | Dana White's Contender Series 13         | 2018年7月17日  |
| ○    | ダニエル・マクウィリアムズ | 1R 0:30 TKO（パウンド）              | CXF 12                                   | 2018年4月21日  |
| ○    | アーロン・ハミルトン       | 1R 1:08 TKO（パウンド）              | CXF 11                                   | 2018年2月17日  |
| ○    | アンソニー・トーマス       | 1R 0:14 TKO（パウンド）              | Gladiator Challenge: Fight Club          | 2017年10月7日  |
| ○    | デジョン・ダニエルズ       | 1R 2:58 TKO（パウンド）              | CXF 8                                    | 2017年6月17日  |
| ○    | ディアミー・ストリート     | 1R 3:16 TKO（右ストレート→パウンド） | CXF 7                                    | 2017年4月29日  |
| ○    | セラ・ウィリアムズ         | 1R 0:43 TKO（パウンド）              | CXF 6                                    | 2017年2月25日  |

## 表彰
- UFC パフォーマンス・オブ・ザ・ナイト（2回）
- 松濤館空手黒帯